# Сражение при Лигнице (1760)
О сражении между монголами и поляками см. Битва при Легнице (1241)
Сражение при Лигнице (нем. Schlacht bei Liegnitz) — сражение, состоявшаяся 15 августа 1760 года, в ходе которого имело место одно из наиболее значительных тактических достижений Семилетней войны. Разбив правый фланг австрийской армии, корпус фельдмаршал-лейтенанта барона Лаудона, прусский король Фридрих II сумел избежать окружения и неизбежного при неравенстве сил поражения своего войска.

## Накануне сражения
Тяжёлые поражения 1759 года при Кунерсдорфе и Максене обескровили прусскую армию. Несмотря на все усилия (набор рекрутов превратился, в особенности, в Саксонии, в настоящую охоту за людьми) Фридриху не удаётся возместить понесённых потерь. Начиная с 1760 года, основным источником пополнения прусской армии будет насильственная вербовка военнопленных и это несмотря на скверный опыт, который пруссы уже имели с саксонскими солдатами. Не только количественно, но и качественно прусская армия образца 1760 года значительно уступает той, с которой Фридрих начинал эту войну вторжением в Саксонию. Всё это вынуждает прусского короля в начале кампании 1760 года придерживаться, в основном, оборонительной тактики. В частности, при Лигнице Фридрих охотно избежал бы сражения, но оно было навязано ему австрийцами.
Расстановка сил перед сражением такова: русская армия движется к Одеру, Даун идёт навстречу русским. У Лигница он соединяется с Лаудоном, незадолго перед тем разбившим корпус прусского генерала Фуке при Ландесхуте и завоевавшим для австрийцев графство Глац (ныне город Клодзко в Нижнесилезском воеводстве Польши).
Вместе они, притом, что к ним вскоре должны присоединиться русские войска, представляют серьёзную угрозу для 38 тысячного корпуса брата Фридриха, принца Генриха Прусского, находящегося в это время в Силезии, в окрестностях Бреслау. Пруссакам всерьёз угрожает второй Максен и, обеспокоенный этой угрозой, Фридрих снимает осаду Дрездена, которой он занимался до тех пор, и в начале августа форсированным маршем идёт в Силезию на соединение с братом. У Лигница австрийцы перегораживают ему дорогу на Бреслау.

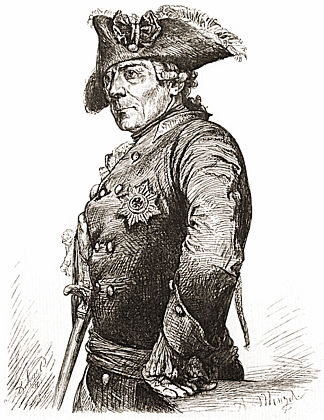
Фридрих II

## Диспозиция и силы сторон
Победы предыдущего года придали австрийцам уверенности, Даун планирует ни много, ни мало, как полное уничтожение армии Фридриха, состоящей из 36 батальонов, 78 эскадронов, всего 26 750 человек с 76 тяжёлыми орудиями. На его стороне почти четырёхкратный перевес в силах: у австрийцев 100 760 человек, при этом главная армия насчитывает 33 900, корпус Ласси — 18 150, Лаудона — 29 650 человек, небольшие корпуса генералов Бека, Рида и Вольферсдорффа вместе − 19 060 человек. Австрийская армия располагает 218 орудиями, из них 56 орудий находятся на вооружении корпуса Лаудона.
Положение Фридриха являлось критическим: он был отрезан от своих коммуникаций и баз снабжения, не ожидал и не мог ожидать подкреплений, напротив, его противник должен был в ближайшее время значительно усилиться присоединением русских войск. 25 тысячный деташемент генерала Чернышёва, шедший впереди армии Салтыкова, уже переправился через Одер и должен был со дня на день соединиться с австрийцами. Поначалу он пытается обойти австрийские позиции, однако, попытки его кончаются неудачно: австрийцы, с необычной для них быстротой, всюду опережают его, загораживая путь. Ему приходится возвратиться в оставленный им ранее лагерь на юго-востоке от Лигница.

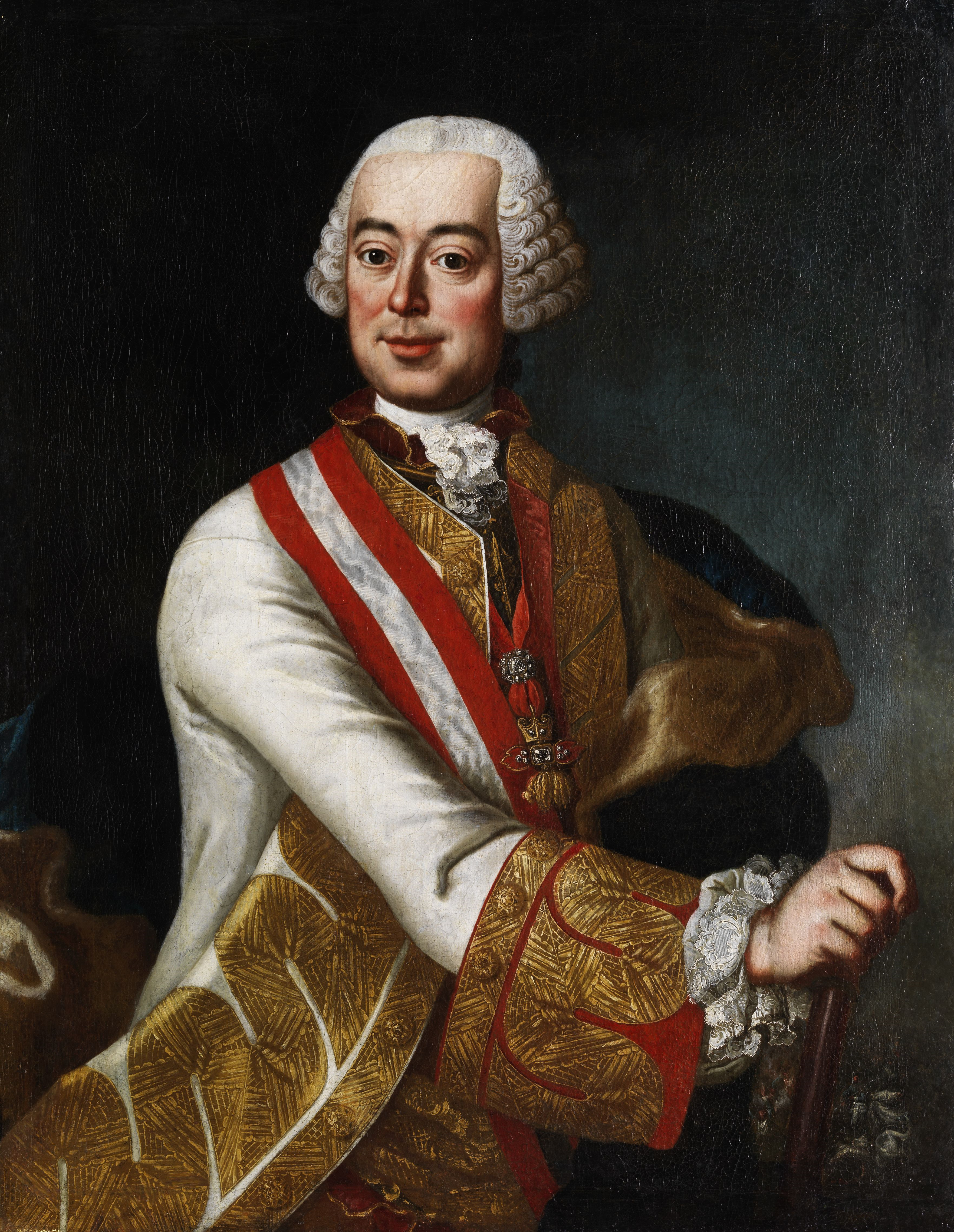
Граф Даун

В этот момент Даун убеждён в том, что прусскому войску не пережить следующего дня. «Мешок приготовлен, осталось лишь завязать его — и прусский король пойман»,- согласно легенде возглашает он своим генералам. В соответствии с диспозицией Дауна, генералы Бек и Вольферсдорфф должны сковать силы Фридриха с фронта, в то время, как сам Даун с основными силами атакует пруссаков с фланга, Ласси и Лаудон совершают глубокий обход прусских позиций слева и справа и заходят соответственно в тыл и к левому флангу армии Фридриха. Это был превосходный, хорошо продуманный план окружения и уничтожения противника, который, однако, мог бы быть осуществлён лишь при условии, что противник не трогается с места, в бездействии ожидая, пока его окружат и уничтожат. Между тем, ночью с 14 на 15 августа пруссаки тайно покидают свой лагерь, оставив отряд следить за тем, чтобы костры не погасли и уход армии не был обнаружен прежде времени.
Фридрих планирует прорыв у Лигница к Одеру в качестве последнего средства избежать окружения. Не доверяя готовности своей армии к сражению, прусский король вынужден всё же рискнуть, так как все другие средства исчерпаны. Уже в пути, ночью, к нему приводят вдребезги пьяного перебежчика, которого приходится долго приводить в чувство, прежде, чем тот оказывается в состоянии владеть членораздельной речью. Перебежчик, офицер ирландского происхождения, давно выгнанный из австрийской армии, но всё ещё околачивавшийся при ней, сообщает пруссакам план Дауна. Решение оставить лагерь именно в эту ночь теперь выглядит внушённым Провидением.

## Ход сражения
Столкновение противников произошло на сильно пересечённой местности, поросшей густым кустарником, ограниченной небольшими, но трудными для переправы речками Шварцвассер и Катцбах, к северо-востоку от Лигница.

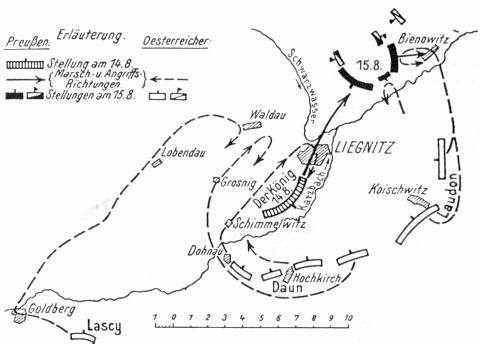
План сражения при Лигнице: белыми показаны австрийцы, чёрными — позиции пруссаков 15 августа, штрихами — 14 августа, накануне сражения

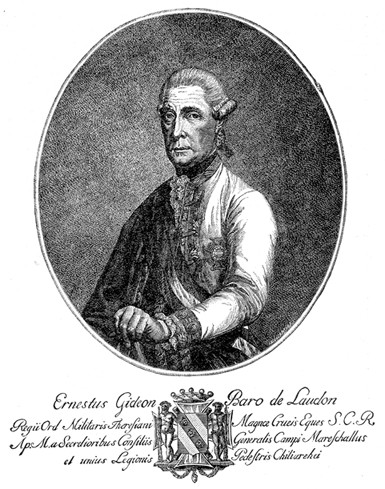
Эрнст Гидеон Лаудон

На рассвете 15 августа кавалерийский патруль пруссаков наткнулся на пехоту Лаудона, находящуюся на марше. Фридрих немедленно занялся построением своих войск в боевой порядок, оно ещё не было завершено, как его левый фланг был атакован кавалерией Лаудона. Для Лаудона столкновение с Фридрихом явилось полной неожиданностью, он, как и Даун, исходил из того, что пруссаки пребывают в своём лагере. На оценку новой ситуации ему не было дано времени: начавшееся спонтанно, сражение было в полном разгаре и оставалось лишь довести его до конца. Атака австрийской кавалерии, смявшей гусаров Цитена, была отбита прусскими кирасирами при помощи пехоты, пошедшей (редкий случай в военной истории) в штыковую атаку против всадников. Левый фланг австрийцев, попавший под артобстрел пруссаков, нёс большие потери и не был в состоянии продвинуться вперёд. Какое-то время основную тяжесть сражения выносил австрийский центр, продолжавший наступление, однако, картечью и ружейным огнём и он был остановлен и, затем, отброшен. В 4 часа утра пехота левого фланга пруссаков пошла в контратаку. Потеряв 3000 человек убитыми, Лаудон вынужден был отступить на другой берег Катцбаха. Сражение продолжалось всего 2,5 часа и закончилось в 6 утра убедительной победой пруссаков.
В это время Даун завершил своё обходное движение, не обнаружив врага там, где он, по его расчётам, должен был находиться. Канонады с места сражения, хотя оно было удалено от него всего на несколько миль, он якобы не слышал из-за неудачного направления ветра. О поражении Лаудона он узнал через два часа после окончания сражения. Ласси, который должен был, по плану, ударить в тыл пруссакам, ещё находился в это время в пути, застряв на переправе. Уже через три часа после сражения прусское войско было построено в маршевую колонну и выступило в направлении к Одеру.

## Итоги сражения
Поражение австрийцев было обусловлено, в первую очередь, просчётами их разведки, не сумевшей обнаружить ухода противника, а, также, недостатками штабной работы: планом Дауна оставление Фридрихом лагеря не предусматривалось, альтернативные варианты развития ситуации не были учтены. Лаудон обвинял в своём поражении Дауна и Ласси, с обоими он был в неприязненных отношениях, не пришедших ему на помощь. В то же время, именно опасение перед появлением Дауна заставило Фридриха отказаться от преследования Лаудона, несмотря на то, что он имел реальную возможность полностью уничтожить разбитого противника.
Победив в сражении, Фридрих, однако, ещё не полностью избежал опасности: корпус Чернышёва мог перегородить ему дорогу на Бреслау и тогда он снова оказался бы между молотом и наковальней, между русскими и австрийцами. В этой связи огромным облегчением для прусского короля стало известие, полученное им на следующий день, о том, что Чернышёв, уклоняясь от встречи с ним, переправился обратно на другую сторону Одера. Вскоре стало известно, что и Даун, потерпев поражение и вновь утратив воинственный пыл, вместо того, чтобы следовать за Фридрихом, направился в сторону Швейдница. В этот момент прусский король, окрылённый одержанной после стольких неудач и поражений победой, окончательно уверовал в то, что Провидение находится отныне на его стороне. В одном из частных разговоров того времени он, по свидетельству хрониста, подробно перечисляет всю цепь непредвиденных и непредсказуемых случайностей, начиная с оставления лагеря под Лигницем в ночь перед австрийским наступлением, которые привели к победе при Лигнице и последующим за ней событиям, и выражает свою твёрдую убеждённость в том, что дело тут явно не обошлось без божественного вмешательства.
В Вене уход Дауна к Швейдницу был воспринят с возмущением: Даун уклонялся, тем самым, от объявленной цели кампании, соединения с русскими союзниками. Русские войска отошли к Польше. Салтыков имел все основания обвинить Дауна в срыве союзнического плана. Уже спустя две недели после победы при Лигнице прусский король, усилив себя частью корпуса брата, следует за Дауном. Их роли переменились: теперь Даун является преследуемым, а Фридрих — преследователем.

### На иностранном языке
- Duffy, Christopher. Friedrich der Große. Ein Soldatenleben, Weltbild Verlag, Augsburg 1995. (Оригинальное издание на английском языке: Frederick the Great. A Military Life, Routledge & Kegan Paul, London 1985).
- Groehler, Olaf. Die Kriege Friedrichs II.,Brandenburgisches Verlagshaus, Berlin 1990.
- Dorn, Günter; Engelmann, Joachim. Die Schlachten Friedrichs des Grossen, Bechtermünz Verlag, Augsburg 1997.

### На русском языке
- Лигницкое сражение 1760 // Лесничий — Магнит. — М. : Советская энциклопедия, 1954. — С. 110. — (Большая советская энциклопедия : [в 51 т.] /  гл. ред. Б. А. Введенский ; 1949—1958, т. 25).
- Военный энциклопедический словарь : [ВЭС] : в 2 т. / редкол.: А. П. Горкин [и др.] ; Ин-т воен. истории Минобороны России. — М. : БРЭ : РИПОЛ классик, 2001. — Т. 4. — С. 446. — (Энциклопедические словари). — ISBN 5-85270-219-6. — ISBN 5-7905-0994-0.